# Acrocercops pentacycla
Acrocercops pentacycla là một loài bướm đêm thuộc họ Gracillariidae. Nó được tìm thấy ở Java, Indonesia. Nó được miêu tả bởi Edward Meyrick năm 1934.